# Неорганический синтез
Неоргани́ческий си́нтез — раздел неорганической химии и технологии, изучающий различные аспекты (способы, методики, идентификация, аппаратура и др.) получения неорганических соединений, материалов и изделий, а также сам процесс получения неорганических веществ.
Цель неорганического синтеза - получение веществ с ценными физическими, химическими и каталитическими свойствами или проверка предсказаний теории. Особенностями неорганического синтеза являются относительная простота, по сравнению с органическим синтезом и обычно более высокие выходы в реакциях.

## История
Неорганический синтез используется с древнейших времен, так как первые выплавки металлов из руд уже можно считать неорганическим синтезом. Фактически неорганический синтез развивался вместе с химией.

## Реакции неорганического синтеза
- Кислотно-основные реакции
- Ионообменные реакции
- Окислительно-восстановительные реакции